# Biblioteca cantonale di Mendrisio
La biblioteca cantonale di Mendrisio è una delle principali biblioteche del sistema bibliotecario ticinese, sita presso la Filanda, spazio pubblico della città pensato per l'aggregazione, dove accanto alla biblioteca convivono spazi ludici, conferenziali e teatrali. Si trova in Piazza del Ponte, a ridosso del centro storico cittadino.
È aperta dal 15 settembre 2018, ispirato al modello delle nuove biblioteche, che offrono alla comunità e al territorio servizi d'aggregazione ulteriori rispetto alla semplice lettura.
Essa è su tre piani: al piano terra son disponibili riviste e giornali, libri e DVD, letteratura ticinese e narrativa, al primo classici, poesia e teatro, al secondo fumetti, guide e narrative in lingua straniera.